# الشركة السعودية للإلكترونيات الدفاعية
الشركة السعودية للإلكترونيات الدفاعية في شهر سبتمبر من عام 2013، عقد اتفاقية بين تركيا، والمملكة العربية السعودية، للتعاون لأجل تحسين إمكانيات صناعات الدفاع في كلا الدولتين. من هذه الاتفاقية انبثقت في عام 2015 الشركة السعودية للإلكترونيات الدفاعية كمشروع مشترك بين شركة أسلسان التركية وشركة تقنية للدفاع والأمن، وتم تدشين الشركة في 12 ديسمبر 2017، في مقر مدينة الملك عبد العزيز للعلوم والتقنية في الرياض. سستبني شركة تقنية للدفاع والأمن منشأة لتصميم، وتطوير، وتجربة، وصناعة، وبيع الأجهزة الدفاعية الإلكترونية، والرادارات، والأنظمة الكهروضوئية للتطبيقات العسكرية والمدني. وستقوم الشركة السعودية للإلكترونيات الدفاعية بتشغيل المنشأة وستشارك في تدريب 1000 مهندس وفني سعودي. وستستفيد شركة تقنية للدفاع والأمن من معهد أبحاث تكنولوجيا المعلومات والاتصالات في مدينة الملك عبد العزيز للعلوم والتقنية لضمان نجاح هذه الشراكة.
أعلن الدكتور سلطان بن خالد المورقي؛ الرئيس التنفيذي للشركة السعودية للإلكترونيات الدفاعية أن بناء المصنع سيكون على مراحل وستبدأ المرحلة الأولى من 2017 حتى 2020، وهذه المرحلة سيتخللها بناء المصنع بشكل متكامل وبناء الهوائيات ومنظومة الأبراج لاختبار وتقييم الأنظمة والتأكد من عملها بشكل صحيح وبعد ذلك سيكون الإنتاج. وبين أن المصنع سيكون في مدينة الرياض وسيغطي جميع الاحتياجات من اختبارات للأنظمة من تصميم وتصنيع وتطوير وسنرى منتجات وطنية تنافس المنتجات العالمية. ولفت المورقي إلى أنه قد يبدأ إنتاج المصنع قبل 2020، وذلك بإنتاج بعض المنتجات التي تعتمد على البرمجيات، أما فيما يخص الدعم والمساندة الفنية للجهات المستفيدة ستبدأ من 2017 في الشركة. وأكد المورقي أن نقل وتوطين التقنية لن يتم مباشرة وإنما سيكون بشكل تدريجي وعلى مراحل وسوف يتم البدء مع شركة أسلسان التركية إلى أحدث ما وصل إليه في هذا المجال، ثم البدء في تطويرها وتصميمها واختبارها بالسعودية.